# Тарча
Тарча (рум. Tarcea) — село у повіті Біхор в Румунії. Адміністративний центр комуни Тарча.
Село розташоване на відстані 452 км на північний захід від Бухареста, 46 км на північний схід від Ораді, 131 км на північний захід від Клуж-Напоки.

## Населення
За даними перепису населення 2002 року у селі проживали 935 осіб.
Національний склад населення села:
| Національність | Кількість осіб | Відсоток |
| -------------- | -------------- | -------- |
| угорці         | 596            | 63,7%    |
| румуни         | 256            | 27,4%    |
| цигани         | 81             | 8,7%     |

Рідною мовою назвали:
| Мова      | Кількість осіб | Відсоток |
| --------- | -------------- | -------- |
| угорська  | 642            | 68,7%    |
| румунська | 211            | 22,6%    |
| циганська | 81             | 8,7%     |